# 北川インターチェンジ
北川インターチェンジ（きたがわインターチェンジ）は、宮崎県延岡市北川町にある東九州自動車道、延岡道路（東九州自動車道に並行する一般国道10号の自動車専用道路）のインターチェンジである。なお、北川ICを含む佐伯IC - 北川ICは新直轄方式で建設されたため、該当する区間は無料で通行できる。
北川ICの出入口に隣接して、道の駅北川はゆまが設置されている。

## 歴史
- 2011年（平成23年）2月3日：東九州自動車道新設工事（大分県佐伯市大字上岡から宮崎県延岡市北川町長井まで）ならびにこれに伴う二級河川および市道付替工事について国土交通大臣より土地収用法に基づく事業認定が公示される[1]。
- 2012年（平成24年）12月15日：須美江IC - 延岡JCT/IC間開通に伴い、供用開始[2]。

## 周辺
- 道の駅北川はゆま

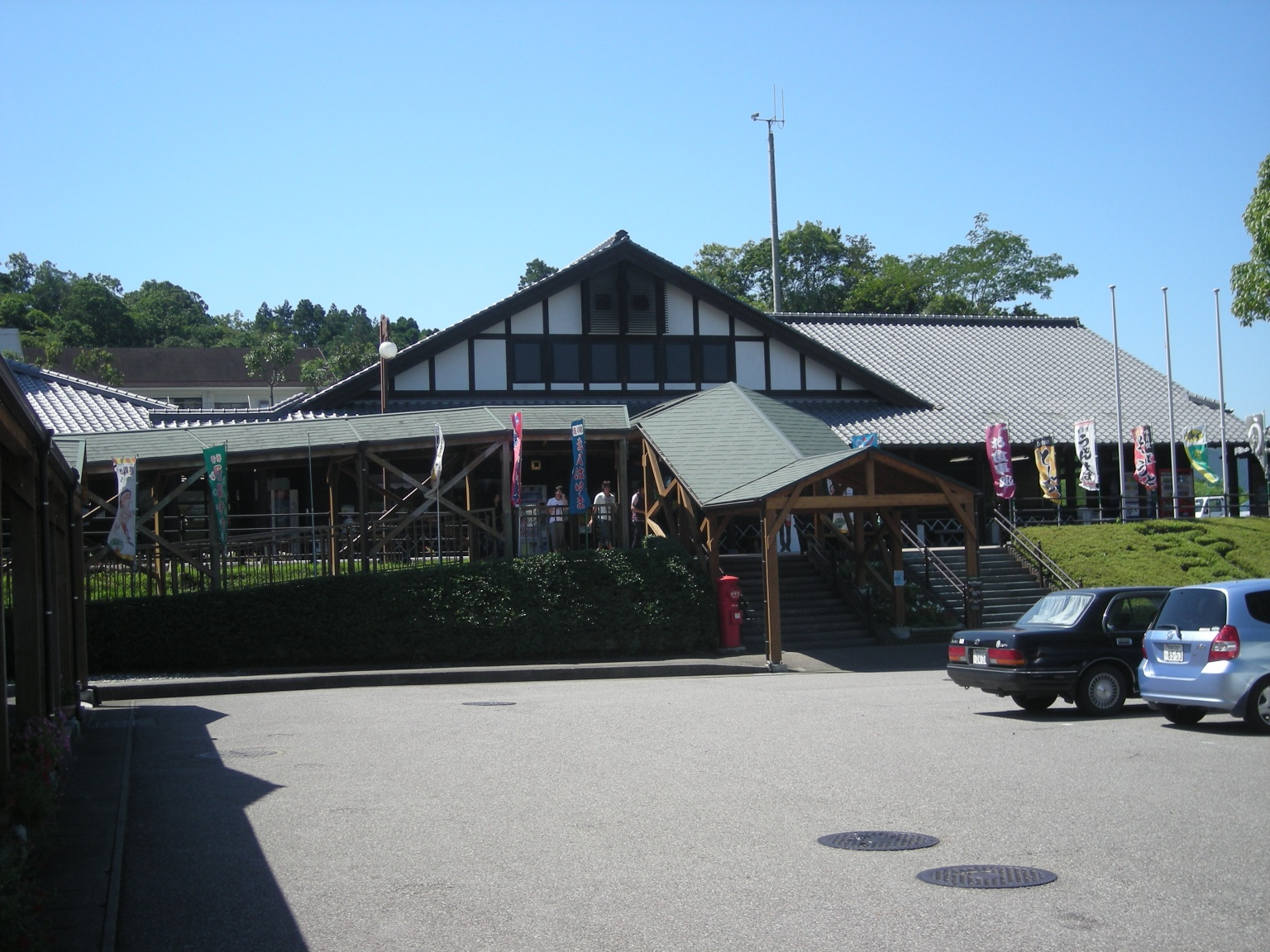
道の駅北川はゆま

  - 当ICのランプウェイに隣接して設置されている。北川ICの前後が無料区間であることから実質的なサービスエリアとしての役割を果たしており[3]、高速道路の本線上でも案内標識が設置されている。
  - かつて運行していた高速バス「パシフィックライナー」（別府・大分 - 延岡・宮崎線）は、約15分間の休憩施設として道の駅北川はゆまを利用していた。
- 延岡市北川地区（旧北川町）
  - 延岡市役所北川総合支所
  - 北川駅（JR日豊本線）
  - 北川小学校 / 中学校
  - 北川郵便局
  - 北川中央公民館
  - 延岡市北川総合運動公園
- 日向長井駅（JR日豊本線）

## 接続する道路
- 直接接続
  - 国道10号

## ギャラリー

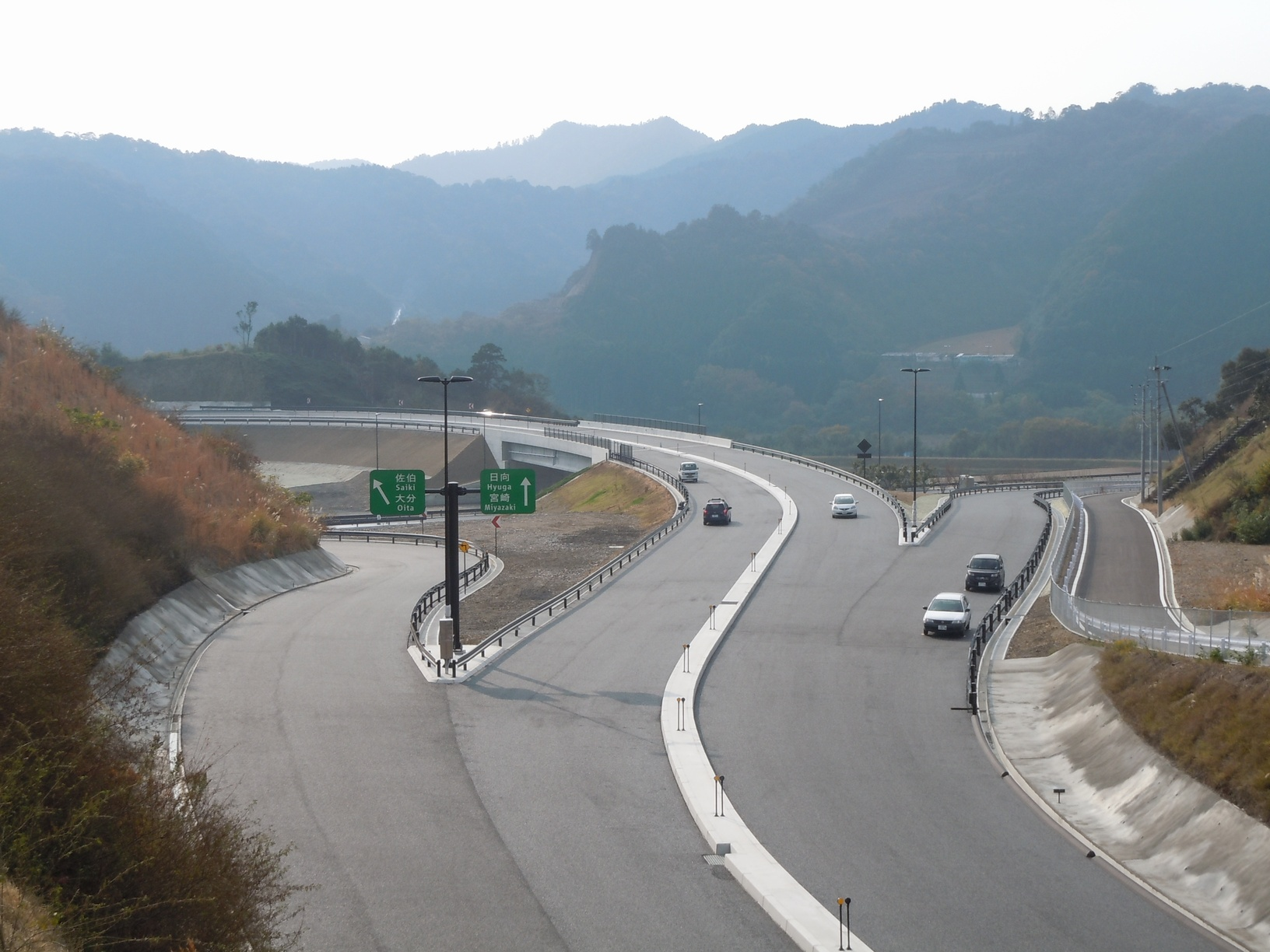
開通1か月前（2012年11月時点）の北川インターチェンジ出入口
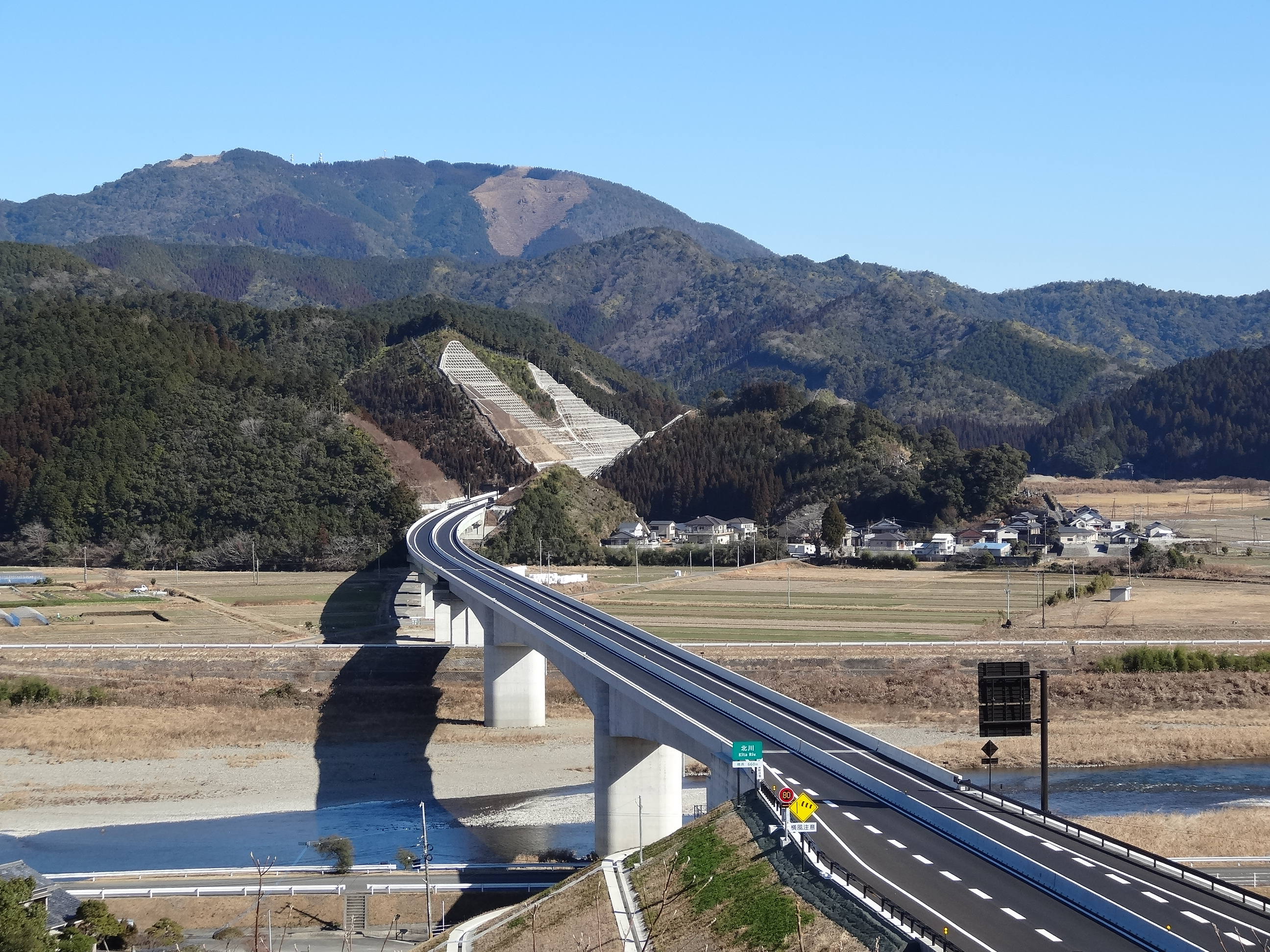
佐伯・須美江方面（2013年1月）
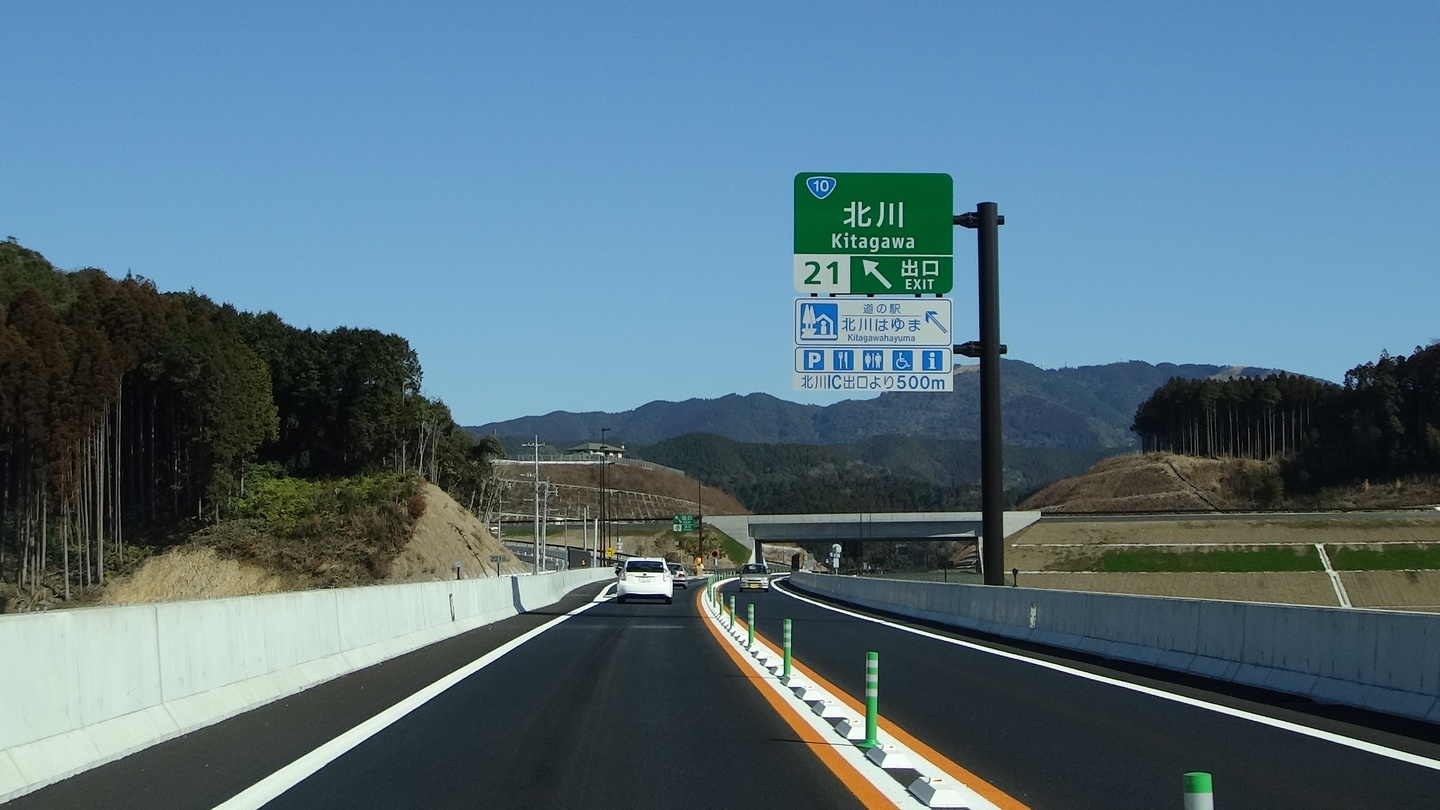
出口標識

## 隣
E10 東九州自動車道（延岡道路区間を含む）
(20) 北浦IC/北浦臨海パーク - (20-1) 須美江IC - (21) 北川IC/道の駅北川はゆま - (22) 延岡JCT/IC